# 中华少年儿童慈善救助基金会
中华少年儿童慈善救助基金会（英語：China Charities Aid Foundation for Children, CCAFC），简称“儿慈会”，成立于2010年，是一家以少年儿童为救助对象的全国性公募基金会。
2024年12月31日，财政部、税务总局、民政部发文正式取消中华少年儿童慈善救助基金会公益性社会组织捐赠税前扣除资格。

## 历史
中华少年儿童慈善救助基金会（简称“儿慈会”）筹备始于1996年，因亚洲金融危机爆发而搁置，2008年重启筹备工作。2009年9月10日获国务院批准，2010年1月12日在人民大会堂重庆厅举行成立大会。
2011年3月开通“400-006-9958”热线，随后成立“9958儿童紧急救助中心”。9958儿童紧急救助中心隶属中华少年儿童慈善救助基金会，其名称源于儿慈会热线“400-006-9958”，取“救救我吧”谐音。

## 争议

### 2012年挪用48亿元善款争议
2012年12月10日，网络爆料人周筱赟发帖称，儿慈会2011年度财务报表里“至少有48亿巨款下落不明，神秘消失”。当晚儿慈会发文称此为财务人员误将账目中一项本应为4.75亿元的金额，写成了47.5亿元。

### 2019年吴花燕善款争议
贵州省铜仁市松桃苗族自治县沙坝河乡24岁少女、贵州盛华职业学院学生吴花燕，父母双亡，长期营养不良，身高1.35米、体重43斤、眉毛脱落。2019年10月吴花燕事迹曝光后，慈善机构“9958儿童紧急救助中心”在吴及家人不知情的情况下，同时使用两个筹款平台筹款，一周内共计筹得超过一百多万人民币，但却只为吴支付了2万人民币。2020年1月13日吴花燕病重逝世。中国网友得知後要求慈善机构解释捐款流向。
2020年1月17日，AI財經社爆料贵阳市第二人民医院表示连43斤女大学生吴花燕的两万元医疗费都没收到。100万捐款一分都没用于吴花燕身上。网友捐赠给吴花燕的钱都疑似被慈善机构9958负责人侵吞。很多网友表达了对这个慈善机构和政府的不满。据资深媒体人郑鹤红指出，9958的负责人王昱，利用重症儿童的名义募集大量捐款。但是这些捐款最终都没有拨付给被救助者，甚至在被救助者去世后，这个慈善机构还在以这些孩子的名义募集善款。郑鹤红指出，9958将4.9亿本用于救助儿童的善款用于投资理财，甚至建立离岸公司以捞取不当利益。郑鹤红还指出，王昱利用善款不是为了救助患者，而是为了捞取政治资本。2017年，王昱仅工资和奖金就30万元，而且因为中国的慈善机构运作机制不透明，容易导致贪污和捐款诈骗。很多中国网友同样表达了捐款机构和贪官的不满，认为捐款被贪官贪污和洗钱。
2020年1月20日，中华人民共和国民政部向負責9958儿童紧急救助中心運營的中华少年儿童慈善救助基金会送达责令改正通知书，批评中华少年儿童慈善救助基金会为吴花燕募捐行为超出募捐方案限定的救助范围，责令妥善处理捐款并及时向社会公布。中华少年儿童慈善救助基金会則宣佈，9958儿童紧急救助中心將募捐受益人为0至18岁困境大病儿童的募捐方案用於吴花燕，因而违反中华儿慈会的相关规定，中华少年儿童慈善救助基金会决定于當天起，把为吴花燕募集的善款1004977.28元，全部退回捐助人。退款将在15个工作日内完成。

### 2023年詐騙爭議
中华少年儿童慈善救助基金会9958儿童大病紧急救助项目廊坊救助站負責人柯某孝被指於2023年6月至8月，以“儿慈会9958项目”的名义向患儿家长筹集资金，骗取患儿家长钱款近千万元。2023年9月，柯某孝被采取强制措施。2024年6月，民政部決定对儿慈会作出停止活动三个月的行政处罚，并将其列入社会组织严重违法失信名单。民政部還要求儿慈会按程序罢免相关负责人职务。儿慈会副秘书长、9958项目负责人王某涉嫌职务犯罪，被移送司法机关处理。

### 2024年患儿妈妈陪睡才拨捐款风波
2024年8月2日，有网民在视频平台发布视频举报儿慈会一名负责人要求患者母亲陪睡才给捐款。8月5日，被举报让患病孩子妈妈陪睡才拨捐款的中华少年儿童慈善救助基金会9958项目河南“救助站”负责人雷克，数月前已因涉嫌职务犯罪被中华人民共和国民政部派驻中华少年儿童慈善救助基金会工作组和公安部门带走调查，案件已移送至检察机关。该负责人此前曾涉罪被抓获过。按照规定，中华少年儿童慈善救助基金会不得设立地方分支机构。8月9日，中华人民共和国民政部对儿慈会追加作出了停止活动3个月的行政处罚，将其列入社会组织严重违法失信名单，并督促指导儿慈会进行深入整改整治。12月31日，财政部、税务总局、民政部发布《关于2024年度–2026年度和2025年度–2027年度公益性社会组织捐赠税前扣除资格名单的公告》（财政部 税务总局 民政部公告2024年第22号），正式取消儿慈会公益性社会组织捐赠税前扣除资格。